# Armadillidium rhodopinum
Armadillidium rhodopinum är en kräftdjursart som beskrevs av Karl Wilhelm Verhoeff 1936. Armadillidium rhodopinum ingår i släktet Armadillidium och familjen klotgråsuggor. Inga underarter finns listade i Catalogue of Life.